# Francés quebequés

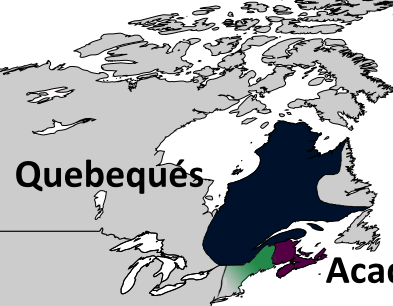
El dialecto quebequés es hablado en la provincia del Quebec, Canadá

El francés del Quebec, llamado asimismo "quebequés" (québécois en francés), es la variedad más extendida del francés en Canadá y, por tanto, se llama también francés canadiense, pero este término comprende igualmente al francés de Acadia, la otra variedad del franco-canadiense. Ambas modalidades descienden de la lengua traída por los colonos venidos de distintos puntos del reino de Francia a partir del siglo XVI hasta mediados del siglo XVIII.
La mayoría de sus hablantes residen en la provincia canadiense de Quebec. Por tanto, esta variedad se usa igualmente por las minorías francoparlantes en las demás provincias canadienses al oeste de Quebec (sobre todo Ontario y Manitoba), así como Nuevo Brunswick al este. También lo utilizan las minorías francoparlantes en la región estadounidense de Nueva Inglaterra, como ocurre en el estado de Maine.
Si bien el francés de Quebec y el francés metropolitano hablado en Francia poseen distintas pronunciaciones, el acento tónico es igual y los usuarios de una y otra variedad de la lengua se pueden comprender entre sí con normalidad.
Hoy día hay casi 7 millones de hablantes de la variedad quebequesa del francés.
En la actualidad, por lo general, los hablantes de francés residentes en Estados Unidos hablan francés cajún, y los hablantes de francés residentes en Canadá hablan francés quebequés.

## Historia
La base del francés de Quebec es el francés popular hablado en París en los siglos XVII y XVIII. Aunque los colonos franceses provenían de diferentes regiones de Francia (principalmente Normandía y Bretaña) y hablaban muchos patois, eran muy cercanos entre sí y debían entenderse entre vecinos. Con la llegada de las llamadas Hijas del Rey de Francia (huérfanas parisinas destinadas a casarse con los colonos y poblar Nueva Francia), el francés popular de París se impuso como la koiné de las colonias francesas en América del Norte; de forma que, con la conquista británica de 1763, más del 80 % de los colonos de origen francés hablaban una forma de francés localmente estandarizada; unificación lingüística que Francia no aceptó oficialmente hasta 1910.

## Gramática
Las siguientes indicaciones se usan en el habla informal.
- Uso de la partícula tu en preguntas polares (que solamente se pueden contestar afirmativa o negativamente).

| Francés quebequés    | Francés metropolitano                                      | Traducción al español |
| -------------------- | ---------------------------------------------------------- | --------------------- |
| Tu as-tu une blonde? | Tu as une petite-amie ? Est-ce que tu as une petite-amie ? | ¿Tienes novia?        |
| C'est-tu prêt?       | C'est prêt ? / Est-ce que c'est prêt ?                     | ¿Está (eso) listo?    |

- En ocasiones esta partícula se utiliza para enfatizar el mensaje.

| Francés quebequés  | Francés metropolitano | Traducción al español |
| ------------------ | --------------------- | --------------------- |
| C'est-tu choquant! | C'est si choquant !   | ¡Es muy chocante!     |

- En la variedad quebequesa se usa más comúnmente el pronombre relativo que.

| Francés quebequés                    | Francés quebequés                    | Francés metropolitano                 | Francés metropolitano                 | Traducción al español                 |
| ------------------------------------ | ------------------------------------ | ------------------------------------- | ------------------------------------- | ------------------------------------- |
| Je cherche le livre que j'ai besoin. | Je cherche le livre que j'ai besoin. | Je cherche le livre dont j'ai besoin. | Je cherche le livre dont j'ai besoin. | Estoy buscando el libro que necesito. |

- Se utiliza el pronombre interrogativo en enunciados que contienen una pregunta.

| Francés quebequés              | Francés quebequés              | Francés metropolitano   | Francés metropolitano   | Traducción al español |
| ------------------------------ | ------------------------------ | ----------------------- | ----------------------- | --------------------- |
| Je fais qu'est-ce que je veux. | Je fais qu'est-ce que je veux. | Je fais ce que je veux. | Je fais ce que je veux. | Hago lo que quiero.   |

- Se incluye al pronombre que refiere al sujeto del enunciado. También se usa en el francés estándar, pero no tanto como en la variedad norteamericana.

| Francés quebequés                           | Francés quebequés                           | Francés metropolitano                      | Francés metropolitano                      | Traducción al español                  |
| ------------------------------------------- | ------------------------------------------- | ------------------------------------------ | ------------------------------------------ | -------------------------------------- |
| Mon boss, il me met tellement en colère.    | Mon boss, il me met tellement en colère.    | Mon patron me met tellement en colère.     | Mon patron me met tellement en colère.     | Mi jefe me enfurece.                   |
| Son plan, c'est de voyager autour du monde. | Son plan, c'est de voyager autour du monde. | Son projet est de voyager autour du monde. | Son projet est de voyager autour du monde. | Su plan es viajar alrededor del mundo. |

- Hay diferencias en la posición de los pronombres secundarios en enunciados imperativos.

| Francés quebequés | Francés quebequés | Francés metropolitano | Francés metropolitano | Traducción al español |
| ----------------- | ----------------- | --------------------- | --------------------- | --------------------- |
| Dis-moi-le!       | Dis-moi-le!       | Dis-le-moi !          | Dis-le-moi !          | ¡Dímelo!              |
| Dis-moi-le pas!   | Dis-moi-le pas!   | Ne me le dis pas !    | Ne me le dis pas !    | ¡No me lo digas!      |

## Fonología
| Letra                                                                        | Francés quebequés (acrolectal)                      | Francés quebequés (basilectal)                      | Francés metropolitano                           |
| ---------------------------------------------------------------------------- | --------------------------------------------------- | --------------------------------------------------- | ----------------------------------------------- |
| A (Al inicio y en medio de palabra)                                          | /a/                                                 |                                                     | /a/                                             |
| A (Al final de palabra)                                                      | /ɑ/                                                 | /ɔ/                                                 | /a/                                             |
| A (En sílaba cerrada)                                                        | /ɑ:/                                                | /ɑʊ̯/                                                |                                                 |
| Â                                                                            | /ɑ:/                                                | /ɑʊ̯/                                                | /a:/                                            |
| AÎ                                                                           | /aɪ̯/                                                |                                                     | /ɛ:/                                            |
| AU                                                                           | /o:/                                                | /oʊ̯/                                                | /ɔ/                                             |
| AM, AN (En sílaba abierta)                                                   | /ã/                                                 | /æ̃/                                                 | /ɑ̃/                                             |
| AM, AN (En sílaba cerrada)                                                   | /ãː/                                                | /ãʊ̯̃/                                                | /ɑ̃/                                             |
| UN                                                                           | /œ̃ʏ̃/                                                | /œ̃/                                                 | /œ̃/                                             |
| OI                                                                           | /wɛ/                                                |                                                     | /wa/                                            |
| IM, IN                                                                       | /ɛ̃ɪ̯̃/                                                | /ɛ̃ɪ̯̃/                                                | /ɛ̃/                                             |
| ER                                                                           | /aɛ̯ʁ/                                               |                                                     | /ɛʁ/                                            |
| EU (En sílaba cerrada al final de palabra)                                   | /øː/ o /œː/                                         | /øy̯/ o /aœ̯/                                         | /øː/ o /œː/                                     |
| É                                                                            | /oe̯/                                                |                                                     | /e/                                             |
| Ê                                                                            | /ɛ:/                                                | /aɛ̯/                                                | /ɛ:/                                            |
| AI                                                                           | /ɛ:/                                                | /æɪ̯/, /aɪ̯/                                          | /ɛ/                                             |
| ET (Al final de palabra)                                                     | /ɛt/                                                |                                                     | /ɛ/                                             |
| EN                                                                           | /ɛ̃/                                                 |                                                     | /ã/                                             |
| I (Seguida de N en otra sílaba)                                              | /ɪɛ̯n/                                               |                                                     | /ɪn/                                            |
| OM, ON                                                                       | /õʊ̃/                                                | /õʊ̃/                                                | /õ/                                             |
| DI, DU                                                                       | /d͡zi/ En diptongos: /d͡zj/ /d͡zy/ En diptongos: /d͡zɥ/ | /d͡zi/ En diptongos: /d͡zj/ /d͡zy/ En diptongos: /d͡zɥ/ | /di/ En diptongos: /dj/ /dy/ En diptongos: /dɥ/ |
| TI, TU (Excepto los casos en que TI se pronuncia /si/, o en diptongos: /sj/) | /t͡si/ En diptongos: /t͡sj/ /t͡sy/ En diptongos: /t͡sɥ/ | /t͡si/ En diptongos: /t͡sj/ /t͡sy/ En diptongos: /t͡sɥ/ | /ti/ En diptongos: /tj/ /ty/ En diptongos: /tɥ/ |

- Las vocales largas y las nasales suelen diptongarse en sílabas cerradas. EJEMPLOS: fête se pronuncia /'faɛ̯t/, y la correspondiente para pâte es /'pɑʊ̯t/.
- Las vocales nasales se pronuncian diferente. EJEMPLOS: En esta modalidad del francés la palabra quand se pronuncia /kæ̃/, mientras que en el francés estándar se dice /kɑ̃/.

- La combinación OI en francés estándar se pronuncia /wa/, pero en este dialecto se pronuncia /wɛ/, /we/ o también /waɛ̯/. Es decir, el sonido A no se pronuncia tan claramente, al grado de asimilarse a E.
- Se conservan sonidos vocales largos que se acortaron en la variedad estándar. EJEMPLO: Estas dos palabras, maître y mettre se pronuncian de la misma manera en Francia (/mɛtʁ/); pero en francés quebequés no sucede esto. Ellos dicen maître como /maɪ̯tə/, y la manera como dicen mettre es /mɛtə/.
- Las combinaciones TI (excepto en los casos que se pronuncie «si», como en nation) y TU se pronuncian más intensamente, con un sonido S intermedio. EJEMPLOS: La palabra tu se pronuncia /t͡sy/ en esta variedad, y tirer se pronuncia /t͡si'ʁe/. Igualmente, las combinaciones sonoras correspondientes DI y DU se pronuncian con esa intensidad; es decir, un sonido Z intermedio. EJEMPLOS: La pronunciación quebequesa para la palabra dieu es /d͡zjø/, y durée se pronuncia /d͡zy'ʁe/. (Véase Consonante africada)
- La R se pronuncia de varias maneras, dependiendo del habla local. Estas incluyen desde /r/, el sonido fuerte de esta letra en nuestro idioma (rey, carro, alrededor, honra, israelí), vibrante alveolar múltiple; o el vibrante uvular, usado en algunas variedades del portugués europeo. Pero en el habla formal y en ciertas áreas se pronuncia como en el francés estándar, fricativo uvular /ʁ/.
- Las palabras que terminan en dos o tres sonidos consonantes, en francés quebequés no se pronuncia el último sonido consonante. Esto también aplica en los enlaces (liaisons). Ejemplos: d'autres amis se pronuncia /doʊ̯dzaˈmi/; y un cadre immense se dice /œ̃kɑd͡ziˈmæ̃:s/. Esto también aplica en todas las demás variedades de este idioma habladas en América.

| Combinación                           | Ejemplos y pronunciación quebequesa                               |
| ------------------------------------- | ----------------------------------------------------------------- |
| Vocal, oclusiva y líquida             | possible /pɔ'sɪb/, vinaigre /vi'nɛg/, plâtre /'plaʊ̯t/             |
| Vocal y dos oclusivas                 | accepte /a'ksɛp/, affecte /a'fɛk/, correct /kɔ'ʁɛk/               |
| Vocal, oclusiva y nasal               | énigme /e'nɪg/, rythme /'ʁɪt/                                     |
| Vocal, fricativa y líquida            | pauvre /'poʊ̯v/, livre /'lɪv/, pantoufle /pæ̃n'tʊf/, trèfle /'tʁɛf/ |
| Vocal, fricativa y oclusiva           | nationaliste /nasjɔna'lɪs/, reste /'ʁɛs/, casque /'kas/           |
| Vocal, fricativa y nasal              | nationalisme /nasjɔna'lɪz/, spasme /'spaz/                        |
| Vocal y dos nasales                   | indemne /ɛ̃ɪ̯̃n'dɛm/, hymne /'ɪm/                                    |
| Vocal, líquida, oclusiva y líquida    | arbre /'aʁb/, mordre /'mɔʁd/, couvercle /ku'vɛʁk/                 |
| Vocal, fricativa, oclusiva y líquida  | piastre /'pjast/, ministre /mɪ'nɪst/, muscle /'mʏsk/              |
| Vocal, oclusiva, fricativa y oclusiva | texte /'tɛks/, mixte /'mɪks/                                      |

## Arcaísmos locales
Muchas de las palabras que usa esta variedad de francés eran utilizadas en los siglos XVII y XVIII, volviéndose obsoletas en el francés metropolitano. Algunos ejemplos son:
| Francés quebequés                          | Francés metropolitano             | Traducción al español                                                        |
| ------------------------------------------ | --------------------------------- | ---------------------------------------------------------------------------- |
| à cause que                                | parce que                         | porque                                                                       |
| souliers                                   | chaussures                        | zapatos                                                                      |
| bicyclette / bicycle                       | vélo                              | bicicleta                                                                    |
| noirceur                                   | obscurité                         | oscuridad                                                                    |
| char                                       | voiture                           | carro / coche / auto                                                         |
| Je m'ennuie de toi. / Je m'ennuie de vous. | Tu me manques. / Vous me manquez. | Te extraño. / Os extraño. / Le extraño. (a usted) / Les extraño. (a ustedes) |

## Pronombres
- Je suis (Yo soy) se pronuncia /ʃy/ o /ʃɥi/. (shiu o shiui).
- Je vais (Yo voy) se pronuncia /ʒ'va/ (dsh'va).
- Il (Él) se pronuncia /i/.
- Elle (Ella) se pronuncia /a/ o /al/ antes de una vocal.
- La preposición sul se contrae si la palabra siguiente es un artículo. Ejemplos: sul (sur le), sa o su'a (sur la), su'es (sur les)

## Vocabulario
| Francés quebequés | Traducción al español                | Nota                                 |
| ----------------- | ------------------------------------ | ------------------------------------ |
| ben               | bien... / bueno...                   |                                      |
| bibitte           | insectito                            |                                      |
| Envoye!           | ¡Apúrate!                            | A menudo se pronuncia enweye o awaye |
| fif               | homosexual                           |                                      |
| Grouille-toI!     | ¡Date prisa!                         |                                      |
| magané            | deteriorado, usado, oxidado          |                                      |
| plate             | aburrido                             | La T es pronunciada                  |
| pâte à dent       | pasta dental                         |                                      |
| débarquer         | bajar (de un vehículo o embarcación) |                                      |
| magasiner         | ir de compras                        |                                      |

A diferencia del modelo original; en esta variedad del francés los signos de interrogación y los de exclamación, además de las comillas, se escriben sin dejar espacio con la palabra previa o siguiente. 

## Anglicismos
Estas expresiones fueron adoptadas entre 1850 y 1960. Cabe destacar que son consideradas más bien informales.
| Francés quebequés                                          | Francés metropolitano | Traducción al español |
| ---------------------------------------------------------- | --------------------- | --------------------- |
| job                                                        | travail / emploi      | trabajo / empleo      |
| weird                                                      | bizarre               | raro / extraño        |
| chum                                                       | petit ami / copain    | amigo / novio         |
| boss                                                       | patron                | jefe                  |
| fun                                                        | amusant               | diversión             |
| avoir du fun                                               | s'amuser              | divertirse            |
| Ça fait du sens. (Traducción literal de That makes sense.) | Ça a du sens.         | (Esto) tiene sentido. |
| Bienvenue. (Traducción literal de You're welcome.)         | De rien.              | De nada.              |

Desde 1960, época de la Revolución Tranquila, ha habido leyes de protección al idioma francés en Quebec y un rechazo general hacia los anglicismos.
Por otro lado, en Francia se adoptaron anglicismos que no se usan en Quebec.
| Francés quebequés     | Francés metropolitano                   | Traducción al español                                                                                  |
| --------------------- | --------------------------------------- | --- |
| courriel              | correo electrónico (courriél)           | correo electrónico / correo electrónico                                                                |
| téléphone intelligent | smartphone (ordiphone)                  | |
| fin de semaine        | weekend (vacant)                        | fin de semana                                                                                          |
| Arrêt!                | Stop ! (Señal de detención obligatoria) | ¡Alto! (En México y Centroamérica) / ¡Pare! (En Sudamérica y países hispanos en las Antillas) / ¡Stop! |
| faire de magasinage   | faire du shopping (faire des courses)   | ir de compras / hacer la compra                                                                        |
| stationnement         | parking (parc automobile)               | aparcamiento / aparcadero / estacionamiento                                                            |

## Modismos y expresiones
| Francés quebequés  | Traducción al español |
| ------------------ | --------------------- |
| avoir de la misère | pasar dificultades    |
| avoir le flu       | tener diarrea         |
| Je m'en sacre.     | No me importa.        |
| chanter la pomme   | coquetear             |
| en arracher        | estar en problemas    |
| sortir en gang     | salir con los amigos  |
| être en tabarnak   | estar muy molesto     |

Una particularidad del francés quebequés es el uso de vocabulario relacionado con el catolicismo en contextos informales y considerado localmente como ofensivo (sacres). 
| Ortografía correcta en francés | Ortografía usada para estas palabras en francés quebequés como lenguaje soez | Versión atenuada, menos ofensiva (eufemismos)                          | Traducción al español |
| ------------------------------ | ---------------------------------------------------------------------------- | ---------------------------------------------------------------------- | --------------------- |
| tabernacle                     | tabarnak                                                                     | tabarnouche, tabarouette                                               | tabernáculo           |
| calice                         | câlisse                                                                      | câlik, câlasse, câliboire; câline (más comúnmente usada por los niños) | cáliz                 |
| hostie                         | osti                                                                         | esprit, 'sprit, ostifi                                                 | hostia                |
|                                | baptême                                                                      | batinse                                                                | bautizo               |
| Christ                         | Crisse                                                                       | crime, crif, christie, christoph                                       | Cristo                |
| vierge                         | viarge                                                                       |                                                                        | virgen                |
| sacrement                      | sacrament                                                                    | sacramisse, sacramouille, sacrifice                                    | sacramento            |
|                                | ciboire (expresión clasificada como arcaica)                                 | cibole, cimonak, ciboulot, cibolak, cibouère                           | copón                 |
|                                | maudit, maudine                                                              | mausus, mautadit, mautadine                                            | maldito, maldita      |